# Platylabus cabrerai
Platylabus cabrerai är en stekelart som beskrevs av Berthoumieu 1903. Platylabus cabrerai ingår i släktet Platylabus och familjen brokparasitsteklar. Inga underarter finns listade i Catalogue of Life.